# Бианка Капело
Вижте пояснителната страница за други личности с името Бианка.
Биàнка Капèло (на италиански: Bianca Cappello; * 1548, Венеция, Венецианска република; † 20 октомври 1587, Вила на Медичите в Поджо а Каяно, Велико херцогство Тоскана) е венецианска благородничка, втората съпруга, а преди това дълги години любовница на великия херцог на Тоскана Франческо I де Медичи.
Известна с това, че е в центъра на множество интриги, тя умира мистериозно ден след съпруга си и според техните съвременници двамата са били отровени с арсен по нареждане на брата на Франческо и негов наследник Фердинандо I де Медичи.

## Произход
Тя е дъщеря на Бартоломео Капело (* 1519; † 1594), венециански патриций с важни постове във Венецинската република, и на съпругата му Пелегрина Морозини. Има един брат – Виторио. И двамата ѝ родители принадлежат към някои от най-старите и най-известните семейства на венецианската аристокрация.

## Биография

### Първи брак
На 28 ноември 1563 г., 15-годишната Бианка бяга във Флоренция с любовника си – флорентинският благородник Пиетро Бонавентури, търговец и чиновник при банкера Салвиати. За залавянето на Бонавентури баща ѝ обявява награда от 1000 дуката.
Във Флоренция двамата се женят на 12 декември. Бракът е отпразнуван след бягство, за което бащата на Бианка не подозира: тя всъщност е измамена за реалните икономически възможности на съпруга си, на когото с лека ръка поверява скъпоценните бижута от зестрата си. Венецианското правителство се опитва да я репатрира принудително, но защитата на двойката от страна на великия херцог Козимо I попречва на мярката да бъде приложена.
През юли 1564 г. Бианка ражда дъщеря на име Вирджиния, или според други източници Пелегрина на името на майката на Бианка.

### Метреса на херцог Франческо I де Медичи
Тъй като Венецианската република изисква от Флоренция да предаде двамата бегълци, съпругът на Бианка търси покровителството на новия велик херцог Франческо I де Медичи и за да спечели благоразположението му, го запознава със съпругата си. Бианка Капело с желание приема тази близост, тъй като е свикнала на охолен живот и лишенията, които е принудена да търпи с мъжа си, не са ѝ по вкуса. По онова време Франческо вече е женен за Йохана Австрийска, но подобно на Бианка е разочарован от брака си: той не харесва характера на жена си и негодува, защото тя не е успяла да му даде мъжки наследник (ражда му шест дъщери), докато Бианка е разочарована от скромния стандарт на живот, който съпругът ѝ може да ѝ гарантира. Франческо съблазнява Бианка без много скрупули, като ѝ дава бижута, рокли и дори назначава Бианка сред придворните дами, докато отстъпчивият ѝ съпруг получава предложение за работа като служител на Великия херцог. По-късно на Бианка е предложен и дворец, възможно най-близо до официалната херцогска резиденция Палацо Пити, който сега е известен като Дворец на Бианка Капело, великолепно декориран от придворните художници.
- Херцог Франческо I
- Дворецът на Бианка Капело

След като става любовница на херцога, двамата имат връзка в продължение на години. През 1572 г., при мистериозни обстоятелства, съпругът на Бианка е убит на улицата в резултат на някакво престъпление в неговия вече разюздан живот, но не са малко онези, които подозират участието на Великия херцог.
Бианка е мразена от флорентинците и на нея яростно се противопоставя семейство Медичи, особено братът на Франческо, могъщият кардинал Фердинандо. Тя знае, че без мъжки наследник, в случай на смърт на Франческо, ще бъде изгонена от двора на Медичите. От 1564 г. Франческо реално се издига на власт и със смъртта на баща си през 1574 г. неговият пост става ефективен на всички нива. Когато през 1577 г. съпругата му му ражда дългоочаквания син – Филипо (починал през 1582 г.), Бианка усеща, че положението ѝ става несигурно. След това тя се опитва да представи Антонио де Медичи за свой син от Франческо, въпреки че той вероятно е роден от друга незаконна връзка – на Франческо с една от неговите слугини. Истинската генеалогия на Антонио никога не е била изяснена и е била обект на прикрития и дворцови интриги още оттогава, така че не е известно дали това е била машинация на Бианка или машинация на Медичите, които са искали да изключат този потомък от наследството, карайки го да мине за извънбрачно дете. Всъщност след години Фердинандо I преговаря с Антонио, като му гарантира месечен апанаж и много имоти в замяна на отказа му от всякакви династични претенции. Историците клонят към хипотезата за бременност, симулирана от Бианка, макар че Франческо легитимира сина си на 19 октомври 1583 г., като по този начин ефективно го признава за свой от великата херцогиня Бианка.
- Фердинандо I де Медичи, кардинал и впоследствие велик херцог
- Алесандро Алори, Бианка Капело и синът ѝ Антонио, Худ. музей на Далас

### Втори брак
На 11 април 1578 г. херцогиня Йохана Австрийска умира при раждане, като има сериозни съмнения, че е била отровена. На 5 юни 1578 г. междувременно овдовелият Велик херцог се жени тайно за своята метреса. От благоразумие сватбата първоначално е отпразнувана тайно поради твърдото противопоставяне на цялото семейство на Великия херцог на жената, която е източник на скандал за него. Година по-късно херцогът решава да обявява брака им и да представи новата си съпруга на двора като велика херцогиня.
През 1579 г. става известно, че Франческо I и Бианка Капело имат дете. След ранната смърт през март 1582 г. на единствения му син Филипо де Медичи от първата му съпруга Великият херцог легитимира извънбрачния си син. По искане на Бианка той купува за него Маркграфство Капистрано в Неаполитанското кралство. През 1583 г. херцогът официално представя сина си за свой приемник и моли испанския крал да признае Антонио в това му качество. През 1584 г. крал Филип II дава на престолонаследника титлата „принц на Капистрано“. Антонио израства и е възпитаван в тосканските вили на Медичите.
Бианка участва преди всичко в дворцовия живот, в интригите, празненствата и на игралната маса. Тя плаща на множество доверени лица в различните италиански дворове, за да получава новини и клюки от първа ръка, обгражда се с паразити, шарлатани, смешници. Освен това се занимава с благотворителност, с увеличаването на значителните си доходи, в което се показва много умела, и със защитата на изкуствата: показва се много по-щедра с народни импровизатори, като каноника Джован Батиста Тедалди или селянина Андреочо деле Помаранче, отколкото с Торкуато Тасо.

### Смърт
Бианка Капело и Франческо I умират почти едновременно през 1587 г. и според техните съвременници те са били отровени по нареждане на брата на Франческо и негов наследник Фердинандо I де Медичи. През 2007 г. изследване на екип от италиански и американски учени потвърждава, че двамата са починали от отравяне с арсеник.

#### Противоречива смърт
Вечерта на 8 октомври 1587 г., след ден, прекаран на лов с брат му Фердинандо, 46-годишният Франческо I и 39-годишната му съпруга Бианка вечерят във Вилата на Медичите в Поджо а Каяно. Първо Франческо, а след това и Бианка се чувстват зле и скоро си лягат, страдайки от периодична треска с висока температура и епизоди на повръщане: 11 – 12 дни по-късно и двамата умират, без единият да узнае за другия. Братът на Франческо I, който става новият велик херцог под името Фердинандо I, се смята за техен вероятен отровител с арсеник. На 5 март 1588 г. Фердинандо I лишава синът им Антонио от статута му на престолонаследник с аргумента, че е получил документи, от които следва, че Антонио не е син на покойния Велик херцог и негова любовница, а е обикновен човек по рождение. Всъщност документите са фалшифицирани от Фердинандо I заедно с неговия съветник и известен адвокат Карло Антонио дал Поцо. Те твърдят, че Бианка Капело е имитирала бременност, за да зарадва любимия си с „раждането“ на наследника, когото той е очаквал. Фердинандо I също така унищожава завещанието на починалия си брат и записа на този документ в регистрационната камара. Така той лишава 12-годишния си племенник от всички титли и привилегии, дължащи се на статута му.

#### Съвременни изследвания на тленните останки
Четирима професори от Университета във Флоренция (токсиколозите Франческо Мари, Елизабета Бертол, Алдо Полетини и историкът на медицината Донатела Липи) анализират фрагменти от черния дроб на Бианка и Франческо: тези тленни останки са открити преди няколко години в църквата „Сан Франческо“ в Бонистало (подселище на днешно Поджо а Каяно) след откриването на документ, който свидетелства, че вътрешностите на двамата съпрузи са били заровени там след аутопсията. Много леки следи от женски и мъжки черен дроб са достатъчни, за да докажат следи от арсеник, в смъртоносни, но не и фулминантни количества (оттук и дългата им агония); в този момент остава само да се изясни бащинството на органичните тъкани. Ако Фердинандо отказва държавно погребение за Бианка Капело (поради което погребението се игнорира), Франческо I е погребан в параклисите на Медичите в базиликата „Сан Лоренцо“ до първата си съпруга Йохана Австрийска. Точно от гробницата на Франческо, обект на скорошна инспекция през 2004 г. в рамките на голям проучвателен проект за семейство Медичи, са открити органични останки, за чиято ДНК е установено, че е съвместима с тази на мъжкия черен дроб, което позволява определеното приписване.
В цинковата кутия на Франческо I, ексхумирана от Параклисите на Медичите през 2004 г., няма следи от органични материали, а само останки от тъкан, която обвива костите, освен това широко манипулирана от антрополозите през 1950-те г. Така че ДНК-то, намерена и сравнена с тази в Бонистало, не е оригиналната ДНК, а се дължи на замърсяване. Освен това костницата в Бонистало не е разкопана с археологически техники. Обичайна практика е след аутопсията отстранените вътрешности да се третират с арсенови съединения, за да се запазят. Франческо I има висока и периодична треска, докато отравянето с арсеник се характеризира с повръщане без температура. Така че отравянето остава само проста хипотеза, поне за някои учени.
Тезата, формулирана през 2006 г. от групата учени от университетите на Флоренция и Павия, се основава на доказателства, получени от внимателен анализ на исторически документи и точни лабораторни изследвания. В допълнение към симптомите, представени от Франческо I, резултатите от аутопсията и резултатите от химико-токсикологичните изследвания, извършени върху останките, намерени в Бонистало, допринасят за определянето на картина, съвместима със смъртоносно отравяне с арсен. Има многобройни научни публикации и токсикологични текстове (един от тях е Curtis D. Klassen Casarett и Doull's Toxicology - The basic science of poisons), които съобщават за треска сред симптомите на интоксикация с арсеник, придружена от епизоди на бурно повръщане, което продължава през целия патологичен процес. Освен това, в случаи на отравяне, е документирано отделянето на силно миризливи изпражнения, затруднения в дишането и блокиране на бъбреците в последните дни от живота на Великия херцог. Клиничната картина, описана в документите, свързани с хода на болестта на Франческо I, подчертава наличието на остри болки, белязани от писъци и стенания, толкова силни, че се чуват във всички стаи на вилата.
Тези констатации са в съответствие с разкъсващите киселини и силната, делириумна възбуда, които също характеризират отравянето с арсен. Доказателствата, получени от аутопсията на Франческо I, също потвърждават хипотезата за интоксикация. Забележителното стомашно възпаление, кафявият, уголемен и много труден за разрязване черен дроб, както и хиперемираните и едематозни бели дробове са повече от показателни. Слезката е нормална и липсата на хипертрофия (спленомегалия) от друга страна изключва смъртта да е настъпила поради пристъп на малария.
За да се потвърди идентичността на останките, в които е открита концентрация на арсен, съвместима със състояние на остра интоксикация, ДНК-то, открита в останките, взети в Бонистало, е сравнена с тази в останките, намерени през 2004 г. в параклисите на Медичите и приписани със сигурност на Франческо I. По-специално, по време на ексхумацията през 2004 г., в допълнение към костите на Великия херцог, е открит фрагмент от кожа с придатъци от коса. Тази матрица е използвана като еталон за генетични изследвания. Резултатите на флорентинските изследователи се сблъскват с обективния факт, че антрополозите от 1950-те г., и по-специално проф. Джузепе Гена, прави гипсовата отливка на черепа на Франческо I, което непременно включва пълното отстраняване на всички останали меки тъкани. Следователно самото присъствие на фрагмента от кожа, на който се основават всички изследвания, трябва да се счита за невъзможно. Освен това процедурите за извличане и амплификация на ДНК не са достатъчно документирани в тяхната статия (Л. Отини). И накрая, изглежда много вероятно молекулярният резултат, получен в лаборатория, която не е посветена на изследването на древна ДНК, да се дължи на съвременното замърсяване на ДНК. Дебат с научно-академично значение по темата със сигурност не може да пренебрегне публикуването на резултати и аргументи в международно признати списания и точно поради тази причина откритията на флорентинския екип са публикувани в добре известно списание. Но всяко възражение срещу тезата им предизвиква дебат на високо ниво в името на науката и истината, който може да бъде само положителен.
Въпреки това анализът през 2009 г., извършен с модерен имунологичен метод от изследователи от университетите в Пиза и Торино, и откриването на наличието на протеини от Plasmodium falciparum (причинител на пернициозна малария) в костната тъкан на Франческо I, потвърждава източниците, според които Великият херцог и съпругата му са починали от маларийна треска и отново отхвърля вече противоречивата хипотеза за отравянето с арсеник. Наличието на арсен може да се обясни с практиката на лекарите от времето да третират вътрешните органи, отстранени при аутопсията, с арсеникови съединения, за да благоприятстват тяхното запазване.

## Брак и потомство
Омъжва се два пъти:
1. ∞ 12 декември 1563 във Флоренция за Пиетро Бонавентури (* 1546, † 1572, Флоренция), банкер, от когото има една дъщеря:
- Вирджиния или Пелегрина Бонавентури (* 23 юли 1564, Флоренция; † Флоренция), ∞ 1577 за благородника Улисе Бентивольо Манцоли († 1618), син на Алесандро Бентивольо и Изота Манцоли, от когото има 3 сина и 2 дъщери.[11]

2. ∞ 5 юни 1578 (тайно), 12 октомври 1579 във Флоренция за Франческо I де Медичи (* 30 юли 1549, Флоренция; † 19 октомври 1587, Вила на Медичите в Поджо а Каяно), велик херцог на Тоскана (1574 – 1587), от когото има един син:
- Антонио де Медичи (* 29 август 1576, Флоренция; † 2 май 1621, Флоренция), рицар на Малта (1594); приор на Пиза; велик херцогски дипломат във Франция (1598), в Милано (1598), в Генуа (1599), в Болоня (1601), в Ливорно (1602, 1603, 1614), в Рим (1605), в Мантуа (1608), в Равена (1608 г.), принц на Капистрано (1584 – 1595). Има 3 извънбрачни сина и 1 извънбрачна дъщеря.

- Децата на Бианка
- Пелегрина Бонавентури
- Антонио де Медичи

## Бианка Капело в културата
- На Бианка посвещават произведения Торкуато Тасо, Джован Батиста Строци Младият, Спероне Сперони, Аджело Индженери и много други.
- Нейни портрети са дело на Алесандро Алори (седемнадесет на брой), Шипионе Пулцоне, Якопо да Басано, Микеле ди Ридолфо дел Гирландайо и Тициан.
- Почит ѝ оказват и музикантите, започвайки от флорентинците: Джулио Качини, Микеланджело Галилей, Емилио де Кавалиери, Джироламо Меи и Джовани Мария Барди дават своя усърден принос за великолепните придворни празненства, които тя спонсорира.[2]
- На Бианка Капело е посветен едноименният ням късометражен филм от 1909 г. на италианския режисьор Марио Казерини. В ролята ѝ е Мария Казерини.